# Сембелло, Дэн
Дэн «Дэ́нни» Сембе́лло (англ. Dan „Danny“ Sembello; 15 января 1963 — 15 августа 2015, Пенсильвания, США) — американский композитор, лауреат премии «Грэмми» (1986).

## Биография
Младший брат музыкантов Майкла и Джона Сембелло. Вместе с Джоном выступал в составе ритм-энд-блюзовой группы «The Myx». В дальнейшем Дэн стал известен как автор песен для таких исполнителей как Донна Саммер, Селин Дион, Джордж Бенсон, «The Pointer Sisters».
В 1986 году Сембелло получил премию «Грэмми» как один из авторов саундтрека к фильму «Полицейский из Беверли-Хиллз». Интересно, что его старший брат Майкл за два года до этого также становился обладателем этой награды (за песню «Maniac» к фильму «Танец-вспышка»).
Он являлся также автором ряда композиций, вошедших в хит-парады США и Великобритании, а также принимал участие в записи саундтреков к различным кинофильмам.
Погиб 15 августа 2015 года, утонув в реке Скулкилл в американском штате Пенсильвания. Ему было 52 года.

## Награды и номинации

### Награды
- «Грэмми» (1986) — лучший альбом, являющийся саундтреком к фильму, телевидению или другому визуальному представлению[3]